# 卡拉戈萨
卡拉戈萨是葡萄牙布拉干萨区的一个堂区。总面积27.69平方公里，总人口260人，人口密度9.4人/平方公里。